# Prabis
Prabis és una vila i un sector de Guinea Bissau, situat a la regió de Biombo. Té una superfície 213 kilòmetres quadrats. En 2008 comptava amb una població de 32.016 habitants.

## Referències

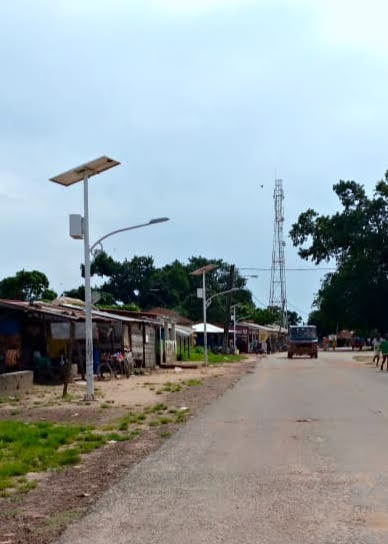
Centro, Bairro reno.